# 30 dagar i fängelse
30 dagar i fängelse är en svensk dokumentärserie som hade premiär på SVT1 och SVT Play den 14 maj 2024. Serien består av sex avsnitt. Serien baseras på den norska förlagan Petter i fengsel där Petter Nyqvist tillbringat en månad på högsäkerhetsfängelset Halden. I Sverige har fängelset i Halmstad har valts som inspelningsplats.

## Handling
I programmet lever fotojournalisten Christoffer Hjalmarsson (känd från 36 dagar på gatan) 30 dagar tillsammans med de intagna på ett svenskt fängelse. Christoffer har som ambition att förstå hur ett fängelse fungerar och hur ett fängelsestraff påverkar den som sitter där.